# آدام آرمور
آدام آرمور (انگلیسی: Adam Armour؛ زادهٔ ۲۷ سپتامبر ۲۰۰۲) بازیکن فوتبال اهل ایالات متحده آمریکا است.
وی همچنین در تیم ملی فوتبال United States U17 بازی کرده‌است.